# 安德鲁·格雷格森
安德鲁·格雷格森（皇家轉寫：Andrew Gregson，1978年9月1日—），全名为安德鲁·查理·格雷格森，出生名为阿皮萨·格雷格森），昵称安迪（泰語：英語：）、德鲁，是一名泰德混血的泰国男演员、模特、导演兼制作人。代表作有《庭院深深》、《月光皇冠》、《情定菜市场》、《丘比特之路2001》、《绽放今生》、《恋恋主播情》等。前泰国第3电视台旗下男艺人，现为自由艺人。